# Аутфест (кінофестиваль)
ЛГБТ-кінофестиваль «Аутфест» (англ. Gay and Lesbian Film Festival «Outfest») — американський ЛГБТ-кінофестиваль, який проходить щороку в липні в штаті Каліфорнія. Є одним з найбільших кінофорумів Лос-Анджелеса.
На фестивалі присуджуються премії фільмам у 16-ти номінаціях. Ухвалу про преміювання виносять журі, глядацька аудиторія і програмний комітет фестивалю.

## Історія
Незалежні американські кінематографісти, що знімають фільми на ЛГБТ-тематику, які зачіпають такі теми, як дискримінація сексуальних меншин, злочини на ґрунті ненависті та інші, зібралися разом у 1982 році і спільно з Архівом кіно і телебачення при Каліфорнійському університеті Лос-Анджелеса організували Медіа-фестиваль і конференцію для геїв і лесбійок. У 1994 році назву було змінено на «Аутфест» (англ. Outfest), як таку, що краще відбиває суть форуму. Це найстаріший з діючих кінофестивалів Південної Каліфорнії. З 1982 по 2004 рік у рамках фестивалю близько 4000 фільмів подивилася аудиторія у понад півмільйона осіб.

### Нагороди
На фестивалі вручаються призи:
- Гран-прі журі вручається в номінаціях: найкращий американський фільм, найкращий виконавець чоловічої ролі в художньому фільмі, найкраща виконавиця жіночої ролі в художньому фільмі, найкращий сценарій, найкращий зарубіжний фільм, найкращий документальний фільм.
- Призи глядацьких симпатій вручаються в номінаціях: найкращий фільм про лесбійську любов, найкращий документальний фільм, найкращий документальний короткометражний фільм, найкращий саундтрек.
- Програмний комітет фестивалю присуджує нагороди: Премія «Свобода» (Freedom Award), Премія «Видатний новий талант», Премія «Видатне акторське досягнення».

## Переможці

### 1996
- Почесна згадка великого журі в номінації «Видатний американський сюжет» — фільм «Зв'язок»
- Приз глядацьких симпатій у номінації «Видатний художній фільм» — «Вогонь[en]»
- Приз великого журі у номінації «Видатна актриса у художньому фільмі»: Шабана Азмі (фільм «Вогонь»)

### 1998
- Приз глядацьких симпатій у номінації «Видатний сюжет» — фільм «Все буде добре[en]»

### 2002
- Приз за визначні художні досягнення — фільм «Проект Ларамі[en]»

### 2003
- Найкраща акторка у головній ролі — Меріл Стріп (фільм «Години»)

### 2004
- Нагорода за внесок — Екачай Уекронгтам[en] (фільм «Вродливий боксер»)

### 2006
- Приз великого журі в номінації «Краща постановка» — фільм «Хлопці як особлива культура»

### 2007
- Приз великого журі у номінації «Найкращий сценарій» — фільм «Слово з чотирьох літер[it]»
- Спеціальний програмний комітет — фільм Пузир

### 2010
- Приз великого журі у номінації «Видатний драматичний фільм» — «Історія морського піхотинця[en]»

### 2011
- Приз великого журі в номінації «Видатний драматичний короткометражний фільм» — «Я не хочу повертатися один»